# 9421 Violilla
9421 Violilla eller 1995 YM2 är en asteroid i huvudbältet som upptäcktes den 24 december 1995 av den brittiske astronomen Stephen P. Laurie i Church Stretton. Den är uppkallad efter upptäckarens mor, Violet Lilian Laurie.